# Tihhon Šišov
Tihhon Šišov (ur. 11 lutego 1983 w Tallinnie) – estoński piłkarz grający na pozycji prawego obrońcy. Od 2018 roku w FC Tallinn.

## Kariera klubowa
Karierę piłkarską Šišov rozpoczął w klubie Puuma Tallinn. W 1999 roku awansował do kadry pierwszej drużyny i w tamtym roku zadebiutował w niej w rozgrywkach trzeciej ligi estońskiej. W 2000 roku przeszedł do Levadii Tallinn. Grał w niej do 2008 roku, z przerwami na wypożyczenie do Levadii Pärnu w 2001 roku i do MC Tallinn w 2003 roku. Wraz z Levadią Tallinn pięciokrotnie był mistrzem kraju w latach 2000, 2004, 2006, 2007 i 2008. Pięciokrotnie zdobył też Puchar Estonii (2000, 2002, 2004, 2005, 2007).
W 2009 roku Šišov przeszedł do węgierskiego Győri ETO FC. Tydzień później rozwiązano jednak z nim kontrakt i Estończyk wrócił do Levadii Tallinn, z którą został mistrzem kraju.
W 2010 roku Šišov został zawodnikiem azerskiego klubu Xəzər Lənkəran. Zadebiutował w nim 3 lutego 2010 w zremisowanym 0:0 domowym meczu ze Standardem Baku. W trakcie sezonu 2010/2011 Estończyk odszedł z Xəzəru.
| Sezon   | Klub            | Kraj        | Rozgrywki    | Mecze | Bramki |
| ------- | --------------- | ----------- | ------------ | ----- | ------ |
| 1999    | Puuma Tallinn   | Estonia     | III. liga    | 15    | 0      |
| 2000    | Puuma Tallinn   | Estonia     | III. liga    | 14    | 0      |
| 2000    | Levadia Maardu  | Estonia     | Meistriliiga | 2     | 0      |
| 2001    | Levadia Maardu  | Estonia     | Meistriliiga | 12    | 0      |
| 2001    | Levadia Pärnu   | Estonia     | Meistriliiga | 7     | 1      |
| 2002    | Levadia Tallinn | Estonia     | Meistriliiga | 24    | 1      |
| 2003    | MC Tallinn      | Estonia     | Meistriliiga | 3     | 0      |
| 2003    | Levadia Maardu  | Estonia     | Esiliiga     | 9     | 0      |
| 2004    | Levadia Tallinn | Estonia     | Meistriliiga | 27    | 0      |
| 2005    | Levadia Tallinn | Estonia     | Meistriliiga | 34    | 0      |
| 2006    | Levadia Tallinn | Estonia     | Meistriliiga | 28    | 0      |
| 2007    | Levadia Tallinn | Estonia     | Meistriliiga | 23    | 1      |
| 2008    | Levadia Tallinn | Estonia     | Meistriliiga | 34    | 0      |
| 2009    | Győri ETO FC    | Węgry       | NB I         | 0     | 0      |
| 2009    | Levadia Tallinn | Estonia     | Meistriliiga | 29    | 1      |
| 2009/10 | Xəzər Lənkəran  | Azerbejdżan | Premyer Liqa | 9     | 0      |
| 2010/11 | Xəzər Lənkəran  | Azerbejdżan | Premyer Liqa | 0     | 0      |
| 2012    | Nõmme Kalju     | Estonia     | Meistriliiga | 34    | 2      |
| 2013    | Nõmme Kalju     | Estonia     | Meistriliiga | 18    | 0      |

## Kariera reprezentacyjna
W reprezentacji Estonii Šišov zadebiutował 30 listopada 2004 roku w zremisowanym 0:0 meczu King’s Cup 2004 z Tajlandią. W swojej karierze grał z Estonią w eliminacjach do Euro 2008, MŚ 2010, a obecnie rywalizuje o awans do Euro 2012.